# Anders Fogh Rasmussen
Anders Fogh Rasmussen (⁽ˈ⁾ɑnɐs ˈfɔʊ̯ˀ ˈʀɑsmusn̩), thường gọi là Anders Fogh ([⁽ˈ⁾ɑnɐs ˈfɔʊ̯, ⁽ˈ⁾ɑnɐs ˈfɔʊ̯ˀ, ⁽ˈ⁾ɑnɐs ˈfoːˀ]), hoặc đơn giản là Fogh, sinh ngày 26.1.1953, là một chính trị gia Đan Mạch, cựu Thủ tướng Đan Mạch. Hiện Fogh được bổ nhiệm chức tổng thư ký khối NATO, kế vị người Hà Lan Jaap de Hoop Scheffer, và bắt đầu nhiệm kỳ từ ngày 1.8.2009 Fogh làm thủ tướng Đan Mạch từ ngày 27.11.2001 tới 5.4.2009.
Fogh là người lãnh đạo đảng Venstre (chủ trương kinh tế tự do), và đứng đầu chính phủ liên hiệp trung hữu, gồm đảng Venstre và đảng Konservative Folkeparti (đảng Nhân dân Bảo thủ) với sự ủng hộ của đảng Danske Folkeparti (đảng Nhân dân Đan Mạch) từ ngày 27.11.2001, và đã thắng trong các kỳ bầu cử thứ hai (tháng 2/2005) và thứ ba (tháng 11/2007).
Chính phủ của Fogh áp dụng các hạn chế cứng rắn đối với việc nhập cư từ ngoài Khu vực kinh tế châu Âu và cố định các tỷ lệ thuế.
Dưới thời chính phủ Fogh, một số thuế ở Đan Mạch thấp hơn trước, nhưng đảng Nhân dân bảo thủ trong chính phủ liên hiệp vẫn còn đòi cắt giảm các sắc thuế tới mức dưới 50%.
Fogh cũng thi hành việc cải cách hành chính, giảm bớt các đơn vị hành chính kommuner (thị xã hoặc xã nông thôn) từ 271 xuống còn 98, và biến 13 amter (tương đương tỉnh hạt) thành 5 vùng hành chính. Fogh coi đó là việc "cải cách lớn nhất trong 30 năm nay".
Sau khi từ chức thủ tướng Đan Mạch để chuẩn bị nhận chức Tổng thư ký khối NATO, Anders Fogh đã được nữ hoàng Magreth ban tặng huân chương Kommandør bậc 1 của Dannebrogsordenen (Huân chương hạng cao của Đan Mạch) và xếp thứ hạng I số 4.

## Cuộc đời
Anders Fogh Rasmussen sinh tại Ginnerup, Djursland, bán đảo Jutland, con của chủ nông trại Knud Rasmussen và Martha Rasmussen. Fogh lớn lên ở làng Hvidding gần Hammershøj, giữa Randers và Viborg. Fogh theo học môn ngôn ngữ và xã hội trường trung học Viborg từ năm 1969–1972, sau đó học ngành kinh tế ở trường Đại học Aarhus, tốt nghiệp bằng candidatus (tương đương thạc sĩ) năm 1978, và bắt đầu hoạt động chính trị.
Trong thời trai trẻ, Fogh hoạt động trong tổ chức Venstres Ungdom (đoàn thanh niên đảng Venstre), thường được gọi là "Røde Anders" (Fogh đỏ), vì được coi là có quan điểm tương đối nghiêng về phái tả và ủng hộ chủ trương dân chủ kinh tế. Tuy nhiên Fogh đã gỡ bỏ hỗn danh này, khi theo đường lối của triết gia người Mỹ Robert Nozick, chủ trương tự do kinh tế. Fogh đã viết quyển Fra socialstat til minimalstat (từ nước xã hội tới nước nhỏ) (1993). Đa số các quan sát viên chính trị và các cán bộ nghiệp đoàn đều đồng ý là từ năm 1993 Fogh đã chuyển hướng chính trị vào phái trung.
Fogh là tác giả nhiều sách về chính trị và thuế.
Fogh kết hôn với Anne-Mette, một cô nuôi dạy trẻ. Họ có ba người con, và hiện cư ngụ ở Nærum (ngoại ô Copenhagen).

## Sự nghiệp
Fogh từng nắm giữ nhiều cương vị trong chính phủ cũng như ở phe đối lập. Fogh trúng cử dân biểu Quốc hội Đan Mạch (Folketing) lần đầu năm 1978. Từ 1987 tới 1990 Fogh làm Bột trưởng Thuế vụ và từ năm 1990, Bộ trưởng Kinh tế và Thuế vụ trong Chính phủ do đảng Nhân dân Bảo thủ của thủ tướng Poul Schlüter lãnh đạo. Năm 1992 Fogh từ chức bộ trưởng, sau vụ điều tra cho rằng Fogh đã cố ý cung cấp thông tin sai sự thật và không đầy đủ cho Quốc hội về quyết định hoãn thanh toán nhiều hóa đơn của Regnecentralen (Trung tâm tính toán) và Kommunedata (Trung tâm dữ liệu của thị xã) tới năm sau.
Trong cuộc bầu cử ngày 27.11.2001, đảng Venstre dưới sự lãnh đạo của Fogh đã thắng và liên hiệp với đảng Nhân dân bảo thủ thành lập chính phủ, với sự ủng hộ của đảng Nhân dân Đan Mạch. Chính phủ của Fogh đã đảm nhiệm thành công chức chủ tịch luân phiên Liên hiệp châu Âu từ tháng 7 tới hết tháng 12 năm 2002.
Trong thời gian giữ chức chủ tịch Liên minh châu Âu, Fogh đã dính líu vào một chuyện kỳ cục với thủ tướng Ý Silvio Berlusconi thời đó. Trong cuộc họp báo chung ngày 4.10.2002 Silvio Berlusconi nói: "Rasmussen là một thủ tướng đẹp trai nhất ở châu Âu. Tôi nghĩ tôi sẽ giới thiệu ông ta cho vợ tôi vì ông ta còn đẹp trai hơn Cacciari". Massimo Cacciari là một triết gia người Ý và nhà chính trị ôn hòa đối lập với Berlusconi, và một số báo khổ nhỏ chuyên đăng chuyện bới móc đời tư cho là có chuyện tình ái lăng nhăng giữa Cacciari và người vợ thứ hai của Berlusconi là Veronica Lario. Rasmussen đã bối rối về lời nhận xét này và Berlusconi nhanh chóng bảo Rasmussen là ông ta sẽ giải thích sau.

### Các chức vụ đã đảm nhiệm
- Sáng lập và chủ tịch Đoàn thanh niên tự do (1970-1972).
- Chủ tịch toàn quốc Đoàn thanh niên đảng Venstre, (1974-1976).
- Cố vấn Hội đồng thợ thủ công (1978-1987).
- Thành viên Ban quản trị trung ương đảng Venstre (1973-1978) và từ 1984 tới 2009.
- Trưởng Tiểu ban thông tin đảng Venstre (từ 1984 tới 2009).
- Phó chủ tịch toàn quốc đảng Venstre (1985 tới 2009).
- Đại biểu Quốc hội ngày 1.10.1978.
- Trưởng Tiểu ban nhà ở của Quốc hội (1981-1986).
- Thành viên Tiểu ban Tài chính Quốc hội (1982-1987).
- Phó trưởng Tiểu ban Tài chính Quốc hội (1994-1998).
- Trưởng Tiểu ban Kinh tế-Chính trị Quốc hội (1993-1998).
- Thành viên Ban quản trị nhóm dân biểu đảng Venstre trong Quốc hội (1984-1987) và (1992-2001).
- Phát ngôn viên chính trị của đảng Venstre ở Quốc hội (1992-1998).
- Trưởng nhóm dân biểu Quốc hội của đảng Venstre và Ứng cử viên thủ tướng Đan Mạch của đảng Venstre (1998-2001).
- Phó trưởng ban Chính trị đối ngoại của Quốc hội (1998-2001).
- Bộ trưởng Thuế vụ trong chính phủ của Thủ tướng Poul Schlüter (từ 10.9.1987 - 19.11.1992), kiêm
- Bộ trưởng Kinh tế (từ 18.12.1990 - 19.11.1992) (từ chức).
- Thủ tướng Đan Mạch (từ 27.11.2001 - 5.4.2009).

### Đi bộ và xe đạp
Là một người đi xe đạp nghiệp dư, Fogh đã hoàn thành một phần chặng Alpe d'Huez nổi tiếng của vòng đua Tour de France 2008 hôm sau ngày các tay đua chuyên nghiệp vượt chặng này. Việc tham dự vòng đua này của Fogh là do lời mời của Bjarne Riis tay đua xe đạp người Đan Mạch đã đoạt giải Tour de France trước kia. Fogh cũng là người đam mê chạy bộ. Ông ta đã nhiều lần mời các bạn cùng đảng và các ủng hộ viên Facebook cùng chạy với mình.

### Chiến tranh Iraq

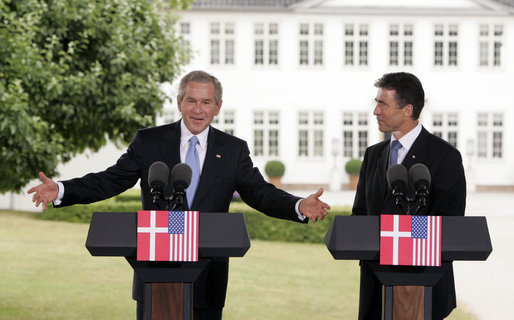
Fogh Rasmussen và tổng thống Bush tại Copenhagen

Làm thủ tướng, Fogh đã ủng hộ mạnh mẽ Cuộc tấn công Iraq 2003. Cũng giống như trong nhiều nước châu Âu, Fogh đã phải đối mặt với sự phản đối lớn lao, cả từ trong quốc hội lẫn ngoài quần chúng nhân dân. Các cuộc thăm dò dư luận sau đó cho thấy là dư luận nhân dân Đan Mạch chia rẽ về vấn đề này. Trước khi chiến tranh nổ ra, một người dân biểu tình phản đối trước quốc hội đã hắt sơn đỏ vào người Fogh và hét lên: "Du har blod på dine hænder" (Bàn tay ngươi vấy máu). Vài tháng sau khi cuộc chiến bắt đầu, Fogh đã gửi đội quân Đan Mạch khoảng 550 binh sĩ sang Iraq tham chiến bên cạnh quân Mỹ và một số nước đồng minh khác từ năm 2004. Tuy nhiên tới tháng 8 năm 2007, Đan Mạch đã rút quân khỏi Iraq.
Ngoài ra, chính phủ của Fogh cũng gửi quân tới Afghanistan, Bosna và Hercegovina và Kosovo.

### Vấn đề kết hôn của người đồng tính luyến ái
Từ năm 1989, việc sống chung giữa các cặp đồng tính luyến ái (nam hoặc nữ) ở Đan Mạch là hợp pháp. Fogh cho rằng, các cặp này có thể được làm lễ kết hôn theo nghi thức tôn giáo trong nhà thờ. Tuy nhiên, hiện nay giáo hội quốc giáo Đan Mạch chưa chấp nhận chuyện này. 

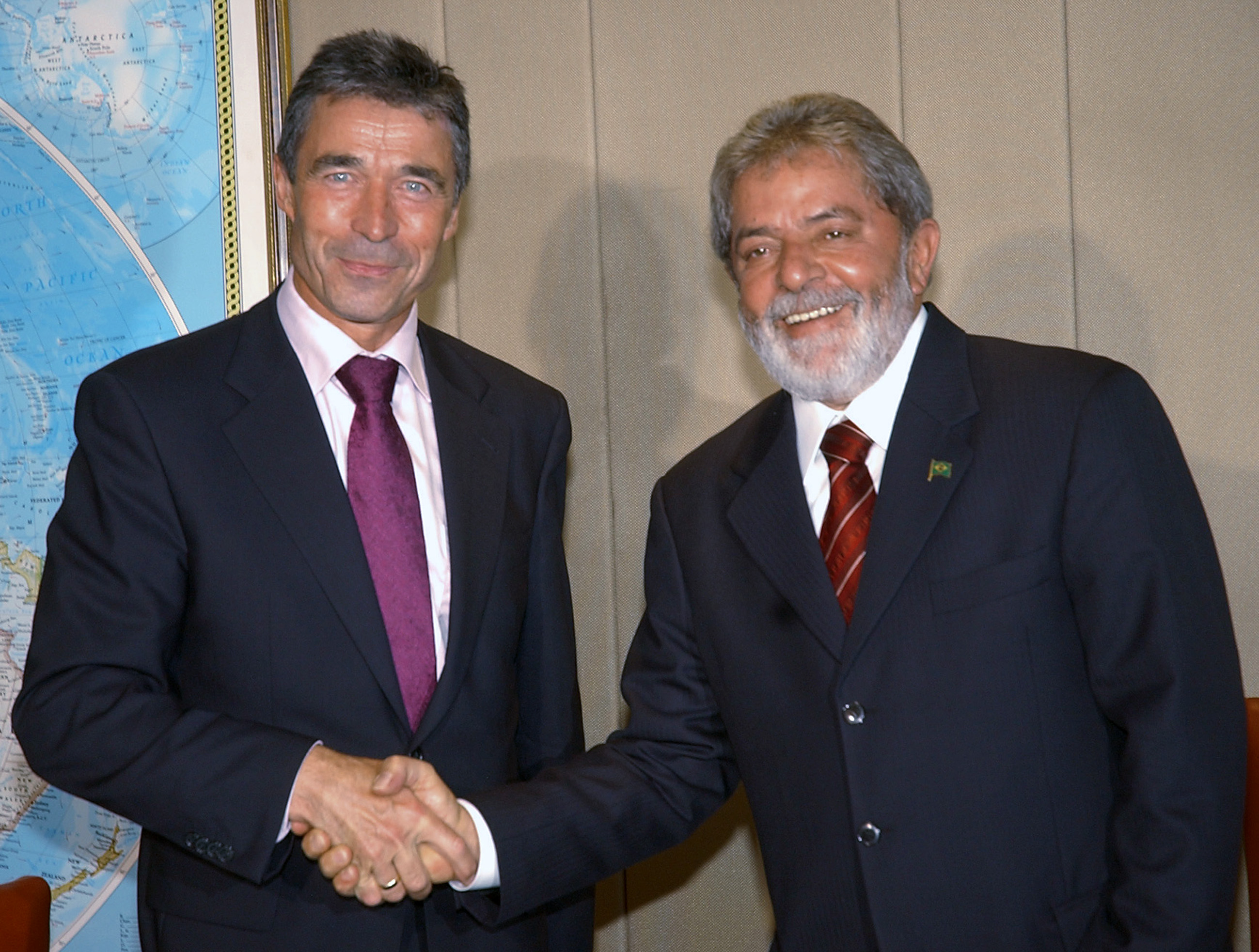
Fogh Rasmussen tại Brasil với Lula da Silva, ngày 25.4.2007

### Tổng thư ký khối NATO
Sự ức đoán đầu tiên về việc Anders Fogh ứng cử chức tổng thư ký khối NATO xuất phát từ bài báo đăng trên tờ Financial Times ngày 12.2.2009 cho biết thủ tướng Đan Mạch có khả năng sẽ là ứng cử viên vào chức tổng thư ký khối NATO. Ngày hôm sau, sự ức đoán này được củng cố, khi nhà bình luận chính trị Hans Engell nói rằng trong vòng 1 tháng nữa Fogh sẽ được bổ nhiệm làm tổng thứ ký khối NATO. Sau đó Fogh được các nước Đức, Pháp và Anh ủng hộ và ngày 21.3.2009 Hoa Kỳ cũng thông báo là sẽ ủng hộ Fogh, thì việc ứng cử của Fogh trở thành sự thực .
Ngày 2.4.2009, Fogh chính thức tuyên bố ứng cử vào chức tổng thư ký khối NATO . Hai ngày sau - ngày 4.4.2009 - Anders Fogh Rasmussen được bổ nhiệm làm tổng thư ký thứ 12 của khối NATO từ ngày 1.8.2009, kế vị Jaap de Hoop Scheffer, người nắm giữ chức này từ năm 2004..
Việc công bố bổ nhiệm diễn ra ngày 4.4.2009 trong cuộc họp thượng đỉnh các nhà lãnh đạo khối NATO tại Strasbourg năm 2009. Thổ Nhĩ Kỳ, nước duy nhất phản đối việc bổ nhiệm này với lý do là Fogh đã không có phản ứng gì về vụ tranh biếm họa Muhammad trên báo Jyllands-Posten năm 2005, và việc Fogh đã để cho đài truyền hình RoJ của người kurde mà Thổ Nhĩ Kỳ tố cáo là của tổ chức PKK (đảng lao động Kurdistan) phát sóng từ Copenhagen. Sau nhiều thương thuyết kể cả sự can thiệp của tổng thống Barack Obama, Thổ Nhĩ Kỳ mới đồng ý.

## Vụ tranh biếm họa Muhammad và việc tẩy chay hàng hóa của Đan Mạch
Thời kỳ xung đột chủ yếu trong sự nghiệp chính trị của Rasmussen liên quan tới bộ tranh biếm họa in trên nhật báo Jyllands-Posten, một báo lớn của Đan Mạch. Tháng 9 năm 2005, báo này đăng toàn trang 12 hình biếm họa mô tả tiên tri Muhammad của Hồi giáo, trong đó có 1 tranh vẽ Muhammad mang 1 trái bom trên khăn turban đội đầu của mình. Vụ này đã gây ra các phản ứng dữ dội của các người Hồi giáo và dẫn tới việc các nước này tẩy chay hàng hóa của Đan Mạch.